# 臺北市政府環境保護局

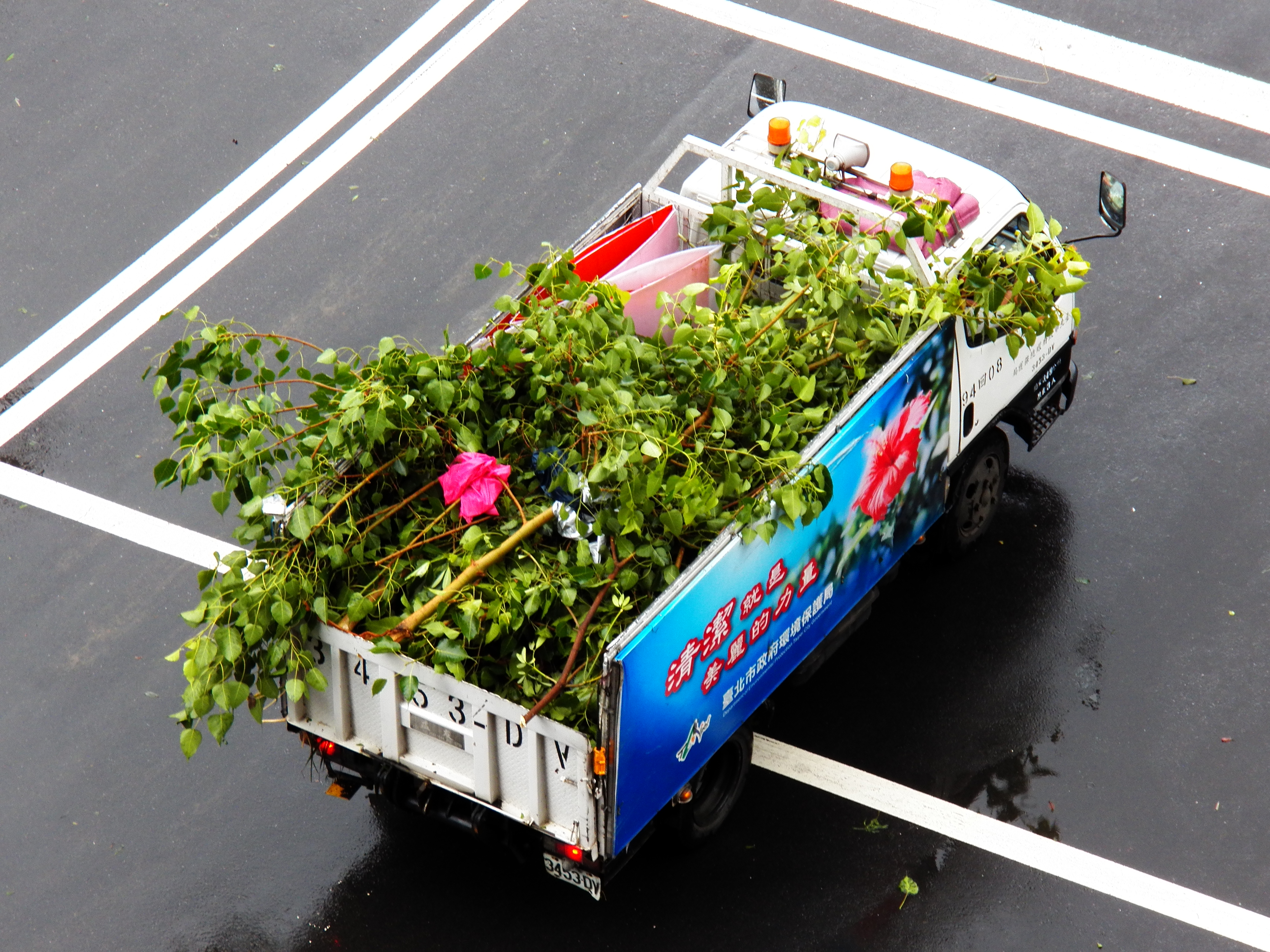
臺北市政府環境保護局的樹枝清運車

臺北市政府環境保護局（簡稱臺北市環保局），在1968年成立，是臺北市政府所屬一級機關。

## 歷史演變
臺北市政府環境保護局為了保護臺北市的生活環境、提高市民生活品質，其組織變革莫不以防治公害、維護環境清潔為考量。
1953年，臺灣省政府鑒於人口劇增導致水肥增產，通令各縣市政府結合民間力量組織「水肥處理委員會」。當時臺北市為省轄市，臺北市政府奉令成立「臺北市水肥處理委員會」。
1967年7月1日，臺北市改制為院轄市。1968年10月23日，臺北市水肥處理委員會及臺北市政府衛生局清潔大隊合併成立「臺北市環境清潔處」，設第一至四科、主計室、人事室，辦理空氣污染、水污染防治及垃圾、水肥清運處理，督導考核、主計、人事等事項，下設水肥處理大隊、16個區清潔隊、1個保養廠。1970年5月增列家禽、家畜禁止飼養及取締職掌，增設安全室；1971年5月增設檢驗室、總務室及研究發展考核室。1973年6月研究發展考核室裁撤，保養廠修正名稱為修車廠。
1979年4月19日，鑒於環境污染日益嚴重，必須積極保護環境、推行公害防治、改善國民生活環境，第1627次行政院會議通過《加強臺灣地區環境保護方案》，規定省轄市政府及院轄市政府需設置環境保護局。1982年7月1日，奉1982年5月10日行政院「臺71衛字第7567號函」核定，臺北市環境清潔處改制成立「臺北市政府環境保護局」，並增加噪音、振動與病媒、毒性物質管制等業務，增置第二科。1983年續增設垃圾衛生掩埋場。為了加強違反環境保護法規案件稽查、取締、告發執行及裁決事項，1984年2月1日增設衛生稽查大隊為附屬機關。
1986年5月增設第四科以規劃日益重要之垃圾處理、垃圾處理工程等業務，並增置副局長1人。
1987年5月1日成立內湖垃圾焚化廠，該廠不但是國內首座焚化廠，亦為當時14項重要經濟建設之一；其成立目的，乃利用現代化之設備及最新焚化技術，以減少垃圾體積，節省掩埋空間，有效控制二次污染，並回收能源。復因應「焚化為主，掩埋為輔」的政策及有效紓解日益嚴重垃圾處理問題，於1989年7月1日及1991年7月1日相繼增設木柵垃圾焚化廠、士林垃圾焚化廠(1995年8月7日配合行政區域調整，改名為北投垃圾焚化廠)，1993年12月闢建山豬窟垃圾衛生掩埋場。
2003年4月24日，為配合《臺北市政府組織自治條例》之制定，總務室改為秘書室。
2016年8月1日增設綜合企劃科及氣候變遷管理科，第一科更名為空污噪音防制科，第二科更名為水質病媒管制科，第三科更名為環境清潔管理科，第四科更名為廢棄物處理管理科，第五科更名為資源循環管理科，第六科更名為職業安全管理科，垃圾衛生掩埋場更名為廢棄物處理場，修車廠裁撤，水肥處理隊分拆為公廁管理隊及資源回收隊，衛生稽查大隊更名為環保稽查大隊。

## 組織架構[1]
首長
- 局長
  - 副局長
    - 主任秘書

| - 綜合企劃科：永續發展之規劃管理、綜合業務、環境影響評估之審查監督、環境教育、資訊系統規劃管理應用及管制考核等事項。 - 氣候變遷管理科：節能減碳與低碳城市規劃管理、溫室氣體減量規劃管制、氣候變遷調適規劃管理及環境保護國際合作事務等事項。 - 空污噪音防制科：環境與室內空氣品質管理、空氣污染防制、噪音與光害管制、輻射建築物善後處理及非游離輻射防護等事項。 - 水質病媒管制科 ：水污染防治、土壤與地下水污染整治、環境消毒、病媒管制、毒性化學物質與環境衛生用藥及飲用水管理等事項。 - 環境清潔管理科：環境清潔維護、雨水下水道與側溝清理、垃圾及回收物收集與清運、災後環境復原、環境衛生管理、清潔隊分隊部及停車場興(整)建工程、執行、清潔用具及機具規劃、購置、管理等事項。 - 廢棄物處理管理科 ：廢棄物處理設施工程規劃、興建、營運督導、廢棄物處理回饋、垃圾清理收費規劃、一般廢棄物清除處理基金管理及事業廢棄物管理等事項。 - 資源循環管理科 ：資源循環城市規劃、廢棄物源頭減量管理、資源回收規劃管理、公共廁所及流動廁所管理、專用垃圾袋管理等事項。 - 職業安全管理科 ：職業安全衛生規劃、員工與車輛機具職業安全衛生之訓練及管理等事項。 - 環境檢驗中心：空氣污染、水污染、地下水污染監測、廢棄物、飲用水與其他環境品質檢驗及研究發展等事項。 - 廢棄物處理場：復育公園與回饋設施管理及廢棄物分類、處理與再利用等事項。 - 區清潔隊(含12區清潔隊、直屬清潔隊、溝渠清理第一、二隊)： - 12區清潔隊(依臺北市行政區範圍)： 1. 路面清掃及清潔維護。 2. 溝渠清疏及維護。 3. 違規廣告物清除。 4. 無牌無主廢棄機(汽)車查報處理。 5. 一般廢棄物貯存設備之清潔維護。 6. 一般廢棄物、資源回收物、廚餘收集、清運及處理。 7. 行人專用清潔箱清理。 8. 環境消毒。 - 直屬清潔隊： 1. 高架橋洩水孔清疏。 2. 本市高架橋及聯外橋樑隔音牆面清洗。 3. 道路、隧道及人行、車行地下道清洗。 4. 行人專用清潔箱修護及拆裝。 5. 廢汽、機車拖吊。 6. 市民高架橋清掃、撿拾作業。 7. 環境消毒。 - 溝渠清理第一、二隊： 1. 箱涵、涵管檢查作業。 2. 箱涵、涵管及明溝清疏作業。 - 公廁管理隊和資源回收隊： - 公廁管理隊：公廁清潔維護稽查、拖車式流動廁所拖運清潔。 - 資源回收隊：資源回收物過磅、再生家具販售、展示及延慧書庫管理。 - 秘書室：文書、 印信、庶務、出納、營繕工程、財務管理。 - 會計室：依法辦 理本局歲計、會計及統計事宜。 - 政風室：政風事項。 - 人事室：人事管理。 所屬機關 - 環保稽查大隊 - 內湖垃圾焚化廠 - 木柵垃圾焚化廠 - 北投垃圾焚化廠 |

## 歷任局長[2][3]
| 任次 | 姓名   | 任職時間            | 備註                       |
| ---- | ------ | ------------------- | -------------------------- |
| 01   | 周光德 | 71/07/01~72/02/28   |                            |
| 02   | 許整備 | 72/03/01~74/03/31   |                            |
| 03   | 胡養才 | 74/04/01~76/08/27   |                            |
| 04   | 崔文國 | 76/08/28~80/03/01   |                            |
| 05   | 吳義雄 | 80/03/01~83/04/09   |                            |
| 代理 | 張晃彰 | 83/04/09~83/07/04   | 代理局長                   |
| 06   | 張晃彰 | 83/07/04~83/12/25   |                            |
| 07   | 陳進陽 | 83/12/25~84/10/17   |                            |
| 08   | 林俊義 | 84/10/17~86/08/09   |                            |
| 09   | 劉世芳 | 86/08/09~87/12/24   |                            |
| 10   | 沈世宏 | 87/12/25~92/07/07   |                            |
| 11   | 陳永仁 | 92/07/08~95/12/24   |                            |
| 12   | 沈世宏 | 95/12/25~97/05/19   |                            |
| 13   | 倪世標 | 97/05/20~99/12/24   |                            |
| 14   | 吳盛忠 | 99/12/25~103/12/24  |                            |
| 15   | 劉銘龍 | 103/12/25~111/12/24 | 臺北翡翠水庫管理局局長轉任 |
| 16   | 吳盛忠 | 111/12/25~113/02/29 |                            |
| 17   | 徐世勳 | 113/02/29~          |                            |

## 外部連結
- 臺北市政府環境保護局 （页面存档备份，存于）（中文）（英文）
- 臺北市政府環境保護局的Facebook專頁